# Torbido

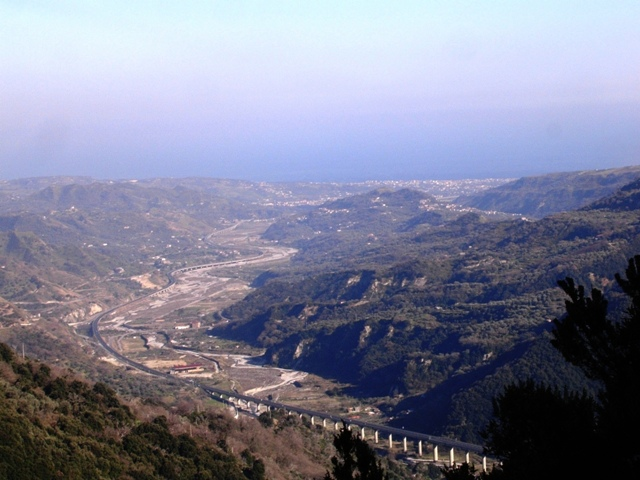
Panorama doliny rzeki Torbido

Torbido – rzeka w południowych Włoszech w prowincji Reggio di Calabria. 
Jej długość wynosi 18 km. Początek bierze na górze Torre (888 m n.p.m.) i uchodzi do Morza Jońskiego.
Przez starożytnych Greków nazywana była Sagras, przez Rzymian – Sagra. Wspomina o niej już Strabon w swoim dziele „Geografia”. 
Nad jej brzegami w drugiej połowie VI wieku p.n.e. rozegrała się ważna dla historii Wielkiej Grecji bitwa między italskimi Grekami.